# رود سلانگور

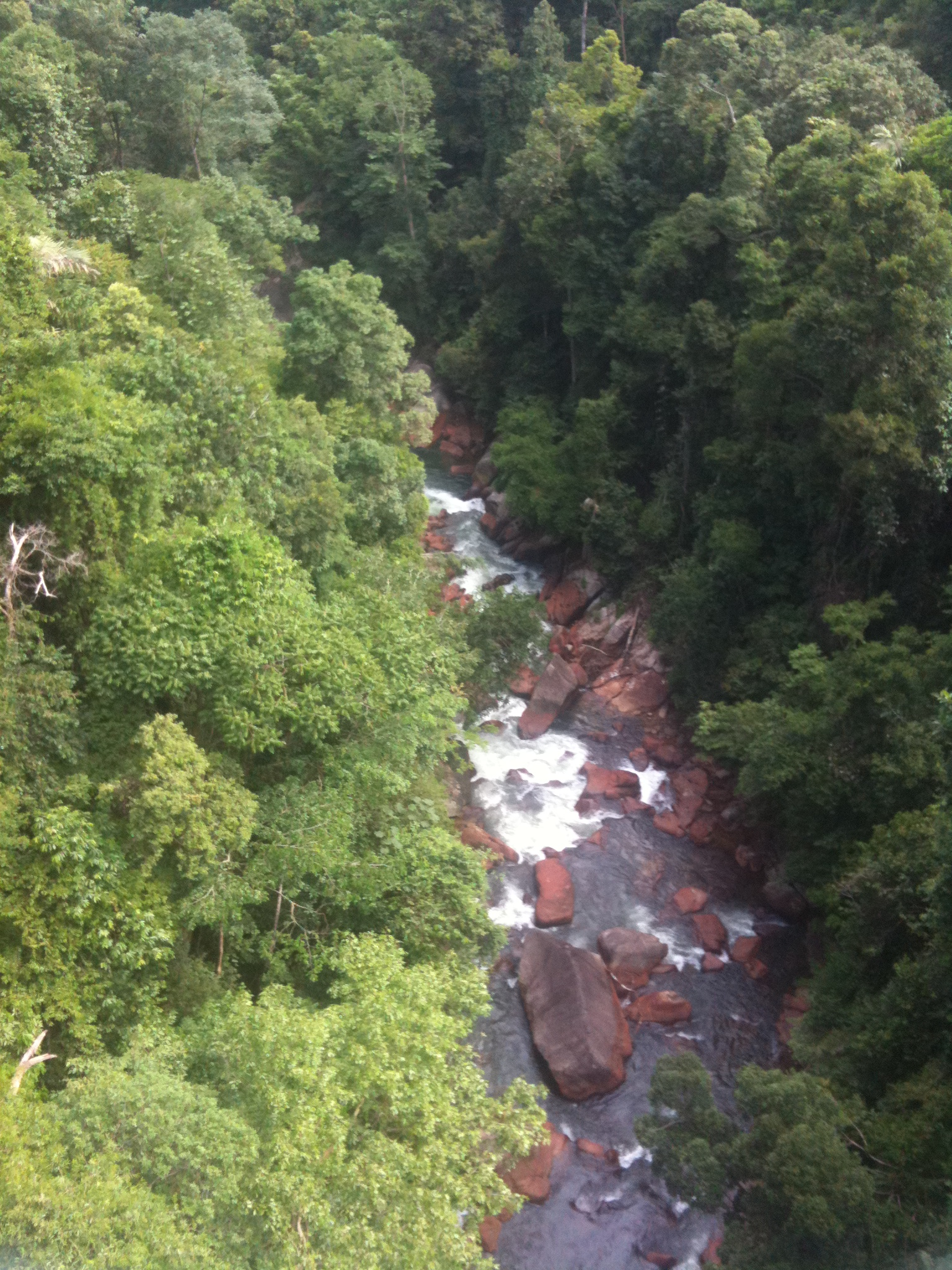
رود سلانگور

رود سلانگور، اصلی‌ترین رود ایالت سلانگور در مالزی است. این رودخانه از کوالا کوبو بارو در شرق چشمه می‌گیرد و تا کوالا سلانگور در غرب می‌رود. این رود از منطقه هولو سلانگور عبور می‌کند.